# ヘイ・ヘイ・ヘイ・ヘイ
「ヘイ・ヘイ・ヘイ・ヘイ」（Hey-Hey-Hey-Hey）は、リトル・リチャードの楽曲である。1956年5月9日にルイジアナ州ニューオーリンズにあるJ&Mスタジオでレコーディングされ、1958年1月にシングル盤『グッド・ゴリー・ミス・モリー』のB面曲として発売された。後にビートルズやボブ・シーガーらによってカバーされている。

## 背景
1955年にリトル・リチャードは、ジェリー・リーバーとマイク・ストーラーによって書かれた楽曲「カンサス・シティ」のカバー・バージョンのレコーディングを行なった。カバー・バージョンのレコーディングは、1955年9月13日（ロバート・ブラックウェルがプロデュース）と11月29日（アート・ループがプロデュース）の2回に分けて行われた。
1955年9月13日に録音された音源は、1952年に発売されたリトル・ウィリー・リトルフィールドによるカバー・バージョンに近いアレンジで、1970年11月に発売されたコンピレーション・アルバム『Well Alright!』に収録された。1955年11月29日に録音された音源は、リトル・リチャードによって大幅に作り変えられ、後半が「Hey, hey, hey, hey; Hey baby, hey child, hey now」というフレーズのリフレインに変更された。11月29日版は、1958年後半に発売された3作目のアルバム『ザ・ファビュラス・リトル・リチャード』に収録されたのち、1959年4月にはシングル盤としてリリースされた。
「カンサス・シティ」の第2バージョンがレコーディングされた6か月後、本作のレコーディングが行なわれた。本作には「カンサス・シティ」の第2バージョンの後半のフレーズが含まれている。本作は、1958年1月にシングル盤「グッド・ゴリー・ミス・モリー」のB面曲としてリリースされた後、7月に発売されたアルバム『リトル・リチャード』に収録された。

## クレジット（リトル・リチャード版）
- リトル・リチャード - ボーカル、ピアノ
- リー・アレン - バンドマスター、テナー・サックス
- アルヴィン・タイラー - バリトン・サックス
- エドガー・ブランチャード（英語版） - ギター
- アーネスト・マクリーン（英語版） - ギター
- フランク・フィールズ（英語版） - ベース
- アール・パーマー - ドラム[1]

## カバー・バージョン

### ビートルズによるカバー
ビートルズは、1962年9月5日にキャヴァーン・クラブ公演で初めて演奏しており、同年12月にハンブルクのスター・クラブ公演でも演奏した。
1964年10月18日に「カンサス・シティ」のカバー・バージョンをレコーディングした際、ビートルズはリチャードによるカバー・バージョンに忠実なアレンジで演奏した。この日に録音された演奏は、1964年12月4日にパーロフォンから発売された4作目のイギリス盤公式オリジナル・アルバム『ビートルズ・フォー・セール』のA面6曲目に収録され、アメリカでは1965年6月14日にキャピトル・レコードから発売された『ビートルズ VI』にオープニング・ナンバーとして発売された。日本ではシングル盤としても発売され、B面には「アイル・フォロー・ザ・サン」が収録された。
1994年に発売された『ザ・ビートルズ・ライヴ!! アット・ザ・BBC』には、1963年7月16日にBBCラジオの番組用に録音された演奏が収録されている。

#### クレジット（ビートルズ版）
※出典
- ポール・マッカートニー - ベース、リード・ボーカル
- ジョン・レノン - リズムギター、バッキング・ボーカル
- ジョージ・ハリスン - リードギター、バッキング・ボーカル
- リンゴ・スター - ドラム
- ジョージ・マーティン - ピアノ

### その他のアーティストによるカバー
1974年、テン・イヤーズ・アフターはアルバム『バイブレーションズド』に「Going Back to Birmingham」というタイトルでカバー・バージョンを収録。
ボブ・シーガーのカバー・バージョンは、1989年公開の映画『ロードハウス/孤独の街』のサウンドトラック盤に収録された。ファッツ・ドミノによる「Blue Monday」のカバー・バージョンと同じセッションで録音されたが、長らく未発表のままであった。その後、2011年に発売されたコンピレーション・アルバム『Ultimate Hits: Rock and Roll Never Forgets』からの先行シングルとしてリリースされて22年越しに日の目を見ることとなった。
ザ・ジム・ジョーンズ・レビューは、2008年に発売したデビュー・アルバムに本作のカバー・バージョンを収録。その後ライブの定番曲となった。